# آلفا رومئو تیپو ۳۱۶
آلفارومئو تیپو ۳۱۶ (به انگلیسی: Alfa Romeo Tipo 316)، ۳۱۶ یا ۱۶سی-۳۱۶ اتومبیل گرند پری در فصول جایزه بزرگ ۱۹۳۸ و ۱۹۳۹، زمانی که توسط جوزپه فارینا و کلمنته بیوندتی هدایت می‌شد، مورد استفاده قرار گرفت. تیپو ۳۱۶ یکی از سه خودروی آلفارومئو بود که برای قوانین جدید در سال ۱۹۳۸ طراحی شد، که عمدتاً از نظر موتور متفاوت بودند، دو خودروی دیگر آلفارومئو تیپو ۳۰۸ مستقیم-۸ و آلفارومئو تیپو ۳۱۲ با موتور وی۱۲ بودند. این خودرو بر اساس آلفارومئو سی۱۲–۳۷ ساخته شده‌است. دارای ریشه‌های سوپرشارژ ۶۰ درجه (وی۱۶ حاصل از دو موتور ۱۵۸ نصب شده در یک میل لنگ معمولی) بود که حدود ۳۵۰ اسب بخار ترمز (۲۶۰ کیلووات) در ۷۵۰۰ دور در دقیقه. موتور قدرتمندتر از موتور تیپو ۳۰۸ یا ۳۱۲ بود، اما هنوز واقعاً در برابر آلمانی‌ها قابل رقابت نبود.
این خودرو در اولین مسابقه مهم فصل برای گرندپری تریپولی، جایی که بیوندتی استعفا داد، به نمایش درآمد. در مسابقه اولیه برای جایزه بزرگ ایتالیا، فارینا که در رتبه دوم به ثمر رسید تنها اتومبیل روی سکو بود، بیوندتی چهارم شد. آخرین حضور این ماشین در مسابقه اولیه برای جایزه بزرگ سوئیس در فصل ۱۹۳۹ بود، جایی که فارینا پس از رهبری دورهای اول استعفا داد. پس از آن تلاش‌های تیم به خودروی ۱٫۵ لیتری آلفارومئو ۱۵۸ برای کلاس Voiturette اختصاص یافت و تیپو ۳۱۶ دیگر توسعه نیافته بود.